# Sjö 746897-152982
Sjö 746897-152982 är en sjö i Jokkmokks kommun i Lappland och ingår i Luleälvens huvudavrinningsområde. Sjön har en area på 0,74 km2 och ligger 845 meter över havet. Sjön ligger i Padjelanta Natura 2000-område.
Sjö 746897-152982 finns med i VISS, men inte i Sjöregistret. Den har inte getts något namn trots att många betydligt mindre sjöar namngetts. Lantmäteriet har efter samråd med Sametinget och Institutet för språk och folkminnen i Uppsala beslutat att inte namnge naturobjekt som traditionellt saknat namn.
Sjön avvattnas av en namnlös jokk som mynnar i Virihávrre. Vattnet fortsätter därefter via Vuojatädno, Stora Luleälven, Luleälven innan det mynnar i havet. Tillflöde sker främst från glaciären Ålmåjjiegŋa. Sjö 746897-152982 ligger i en namnlös dalgång som sträcker sig i nord-sydlig riktning med Virihávrre i norr och Sårjåsjávrre i söder.
Sifferbeteckningen [746897-152982] som utgör sjöns identifikationsnummer (SjöID) är sjöns koordinater i systemet RT90.

## Galleri

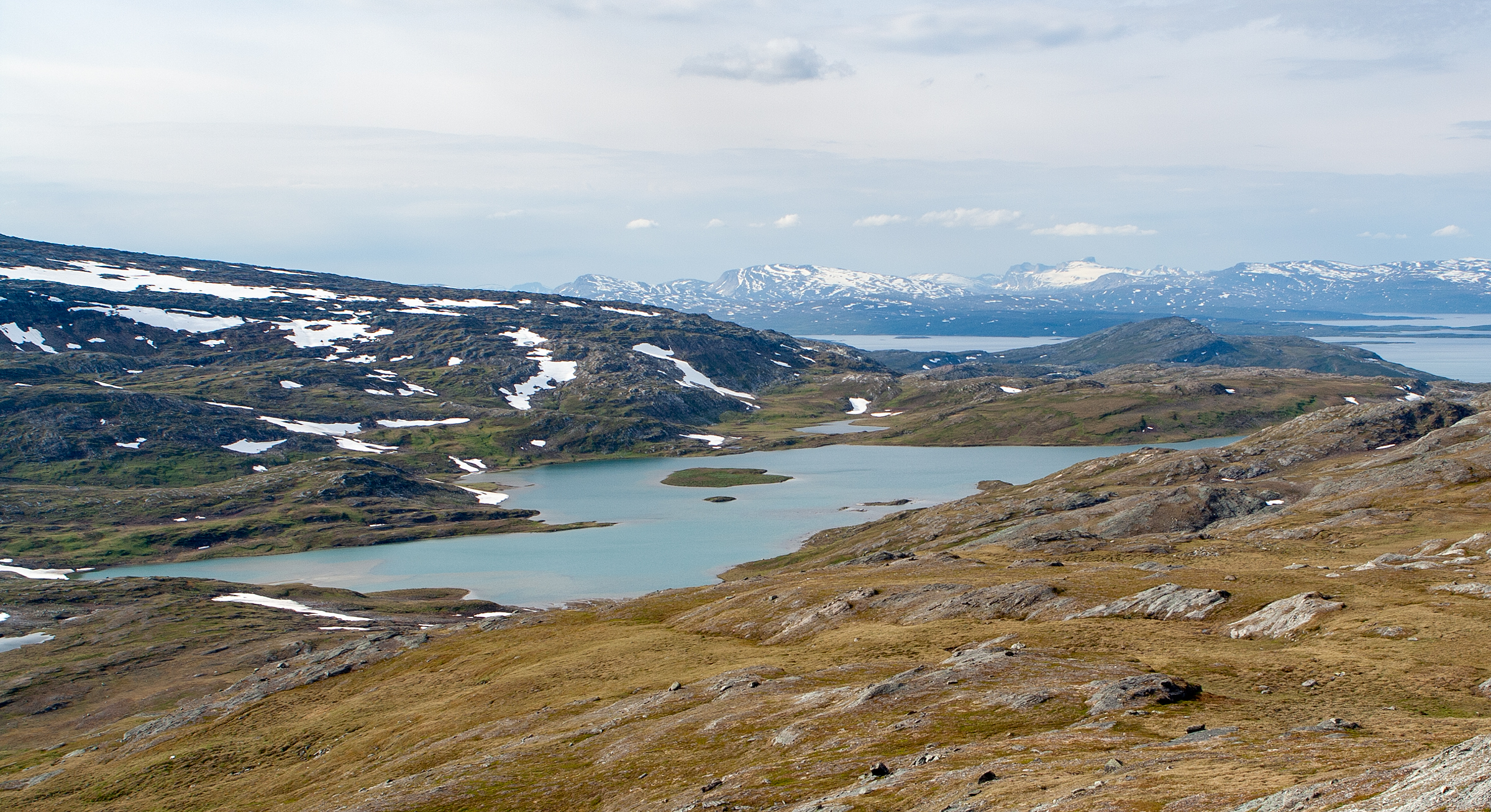
Vy från Viehtjer mot sjö 746897-152982 i nordväst.
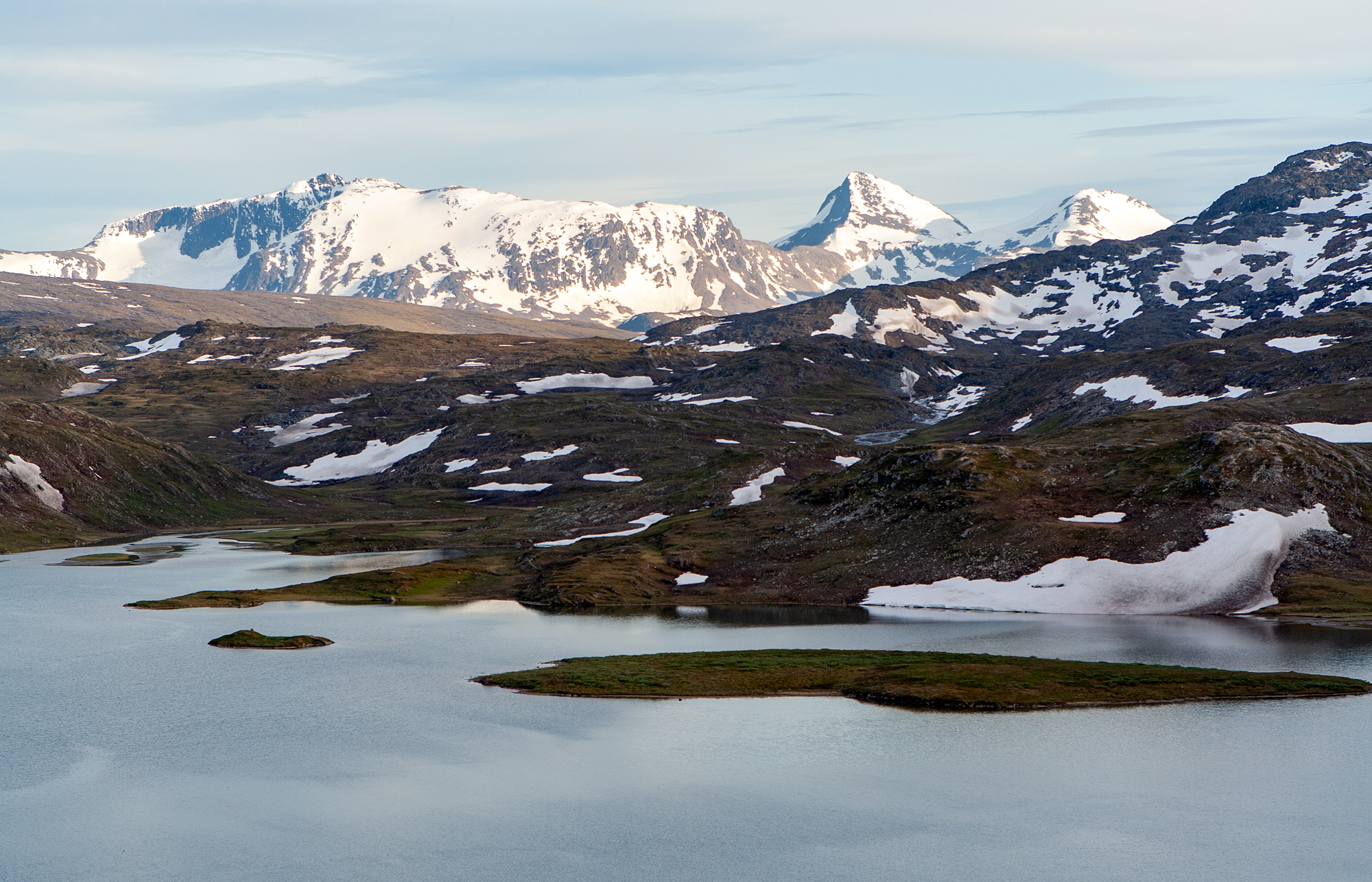
Vy mot söder över sjö 746897-152982 med Svenska Stortoppen och Suliskongen i bakgrunden.

## Djurliv
Det finns renar i området även om det är besvärligare för dem att ta sig hit p.g.a. att det är omgärdat av stora vattendrag som Stálojåhkå i söder och öster, Duvggejåhkå i väster samt Virihávrre i norr. Typiska fjällfåglar i och runt sjön var år 2006 smålom, ljungpipare, skärsnäppa, lappsparv, rödbena, stenskvätta och alfågel. Eftersom smålommen häckar vid sjön finns det även fisk i den.

Fåglar i och omkring Sjö 746897-152982.
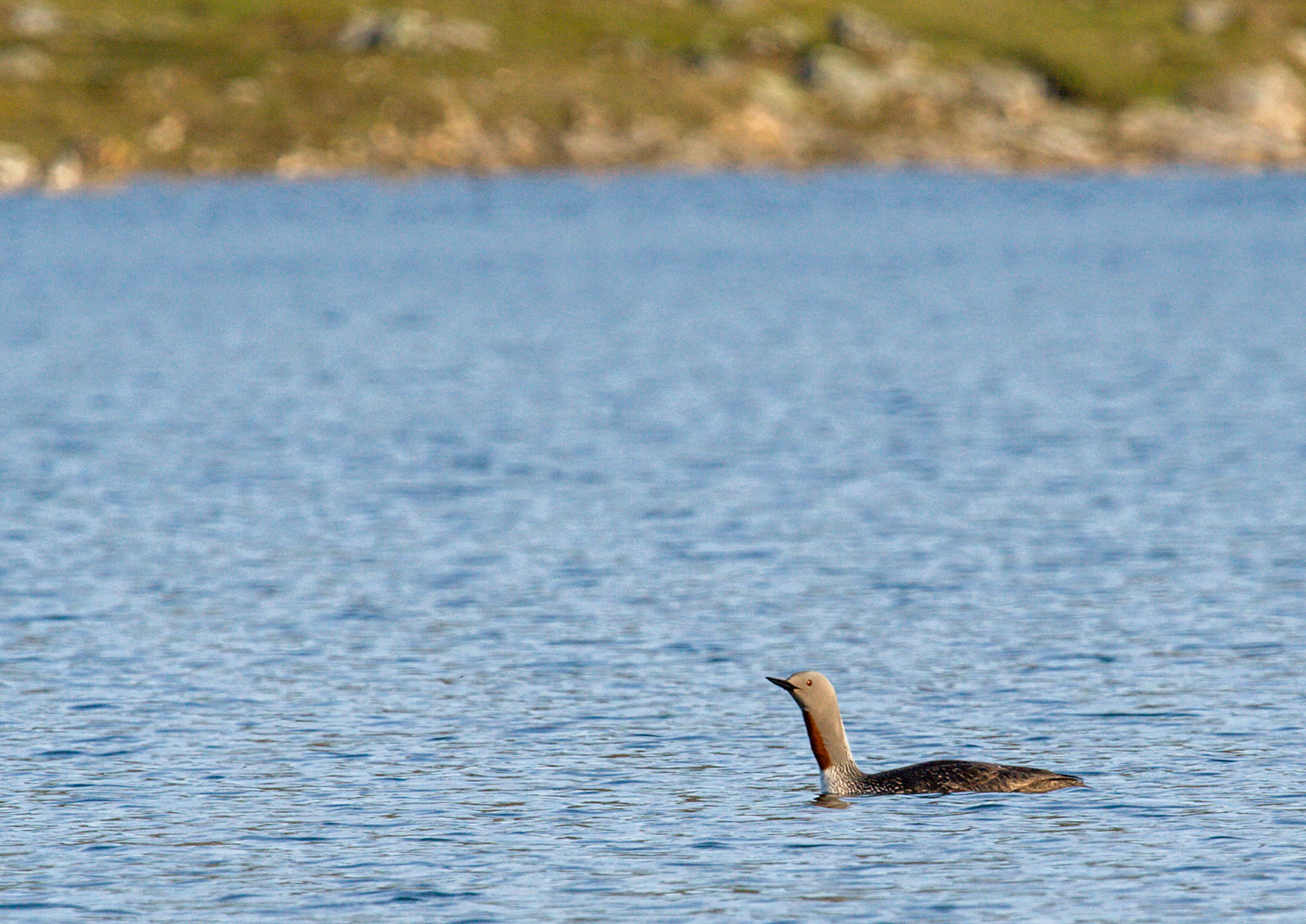
Smålom.
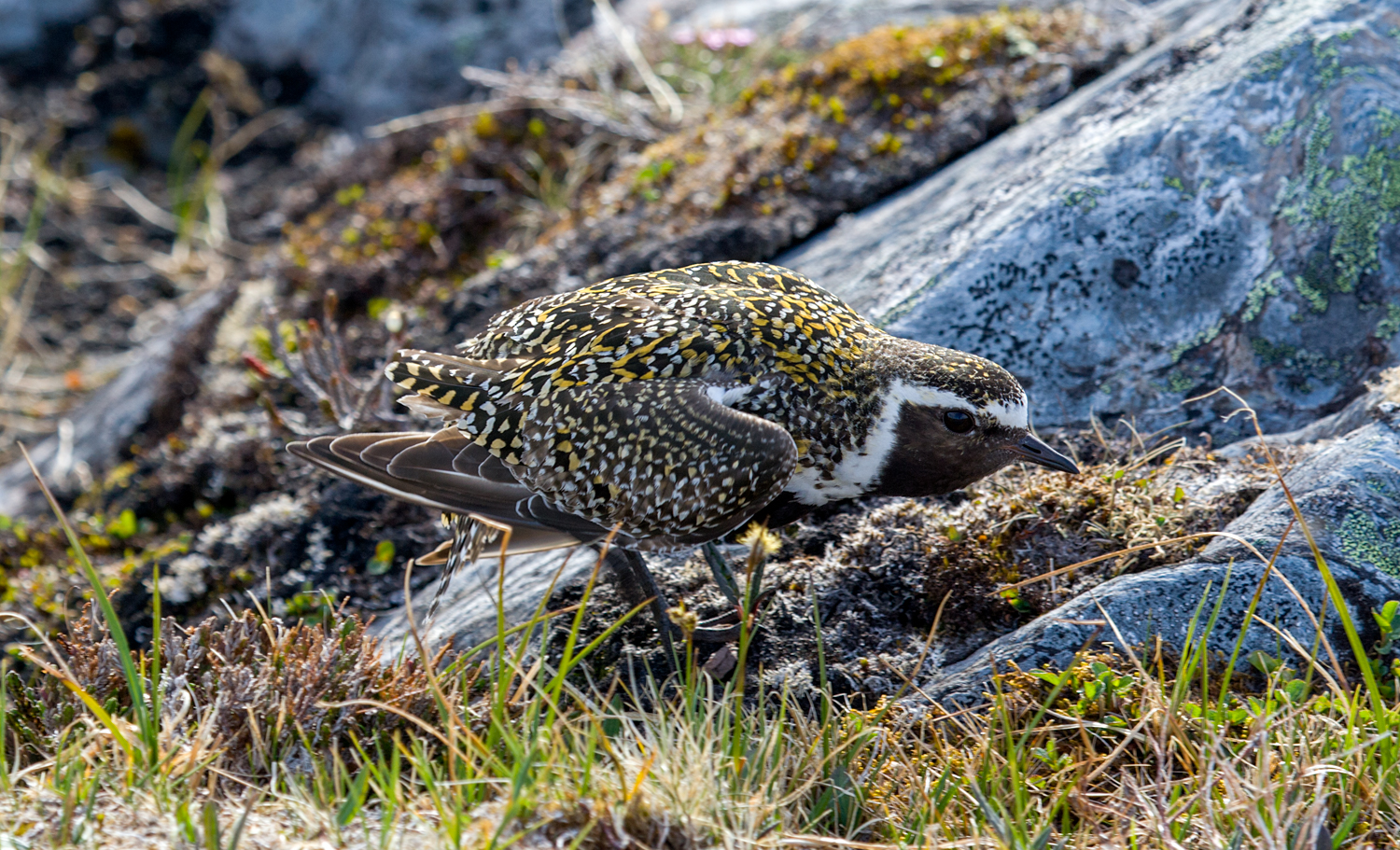
Ljungpipare som spelar skadad.
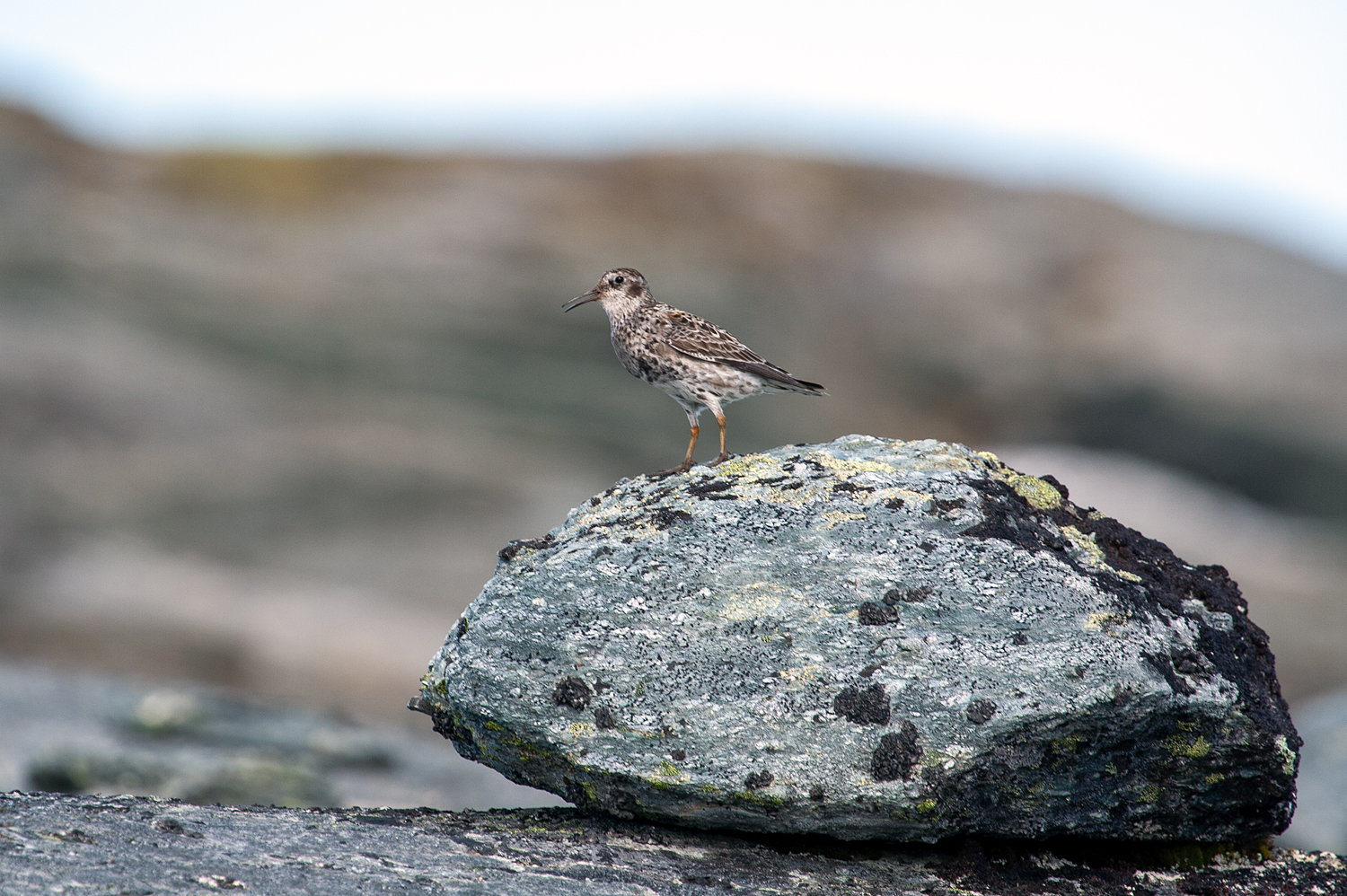
Skärsnäppa.
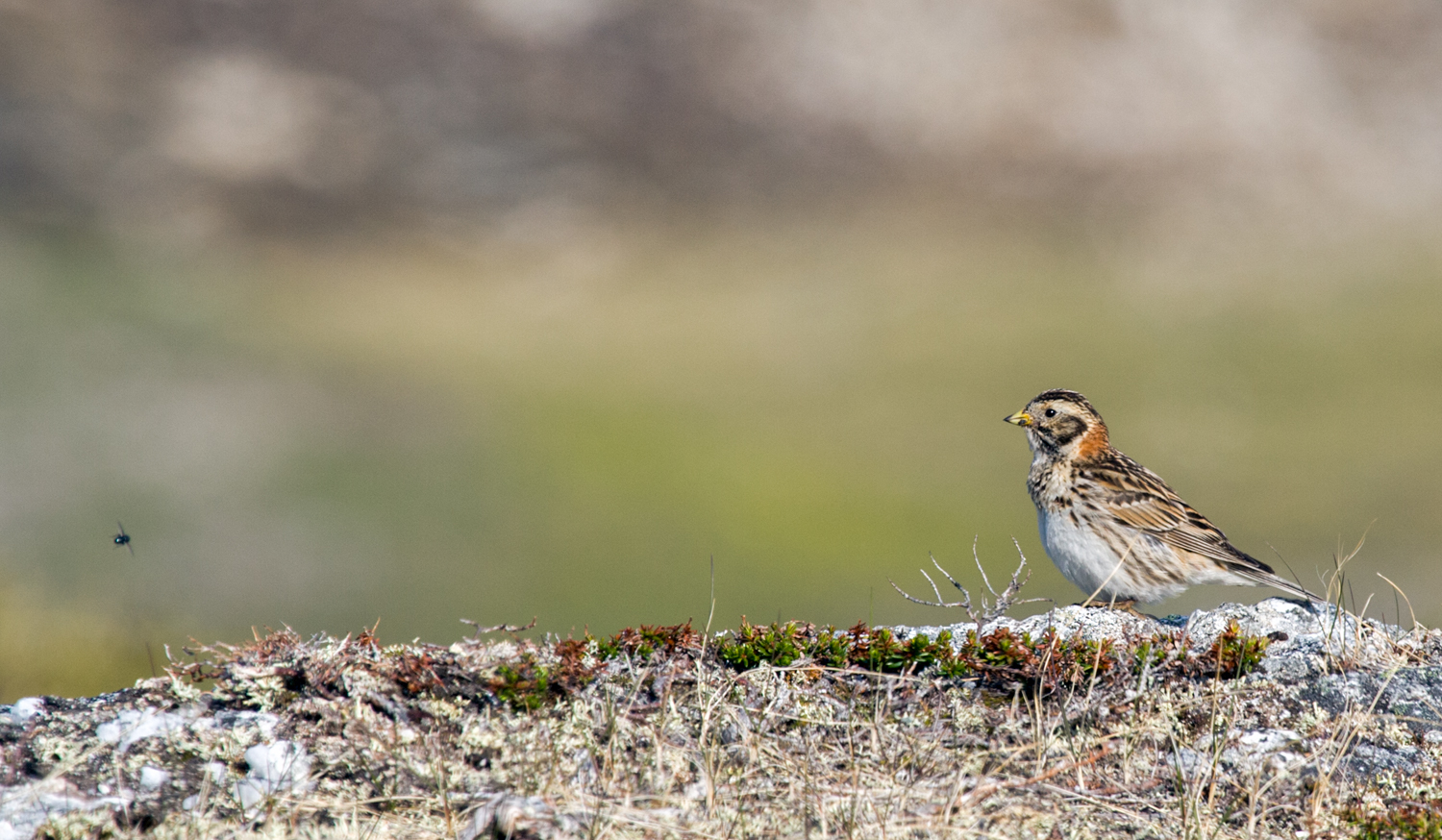
Lappsparv.
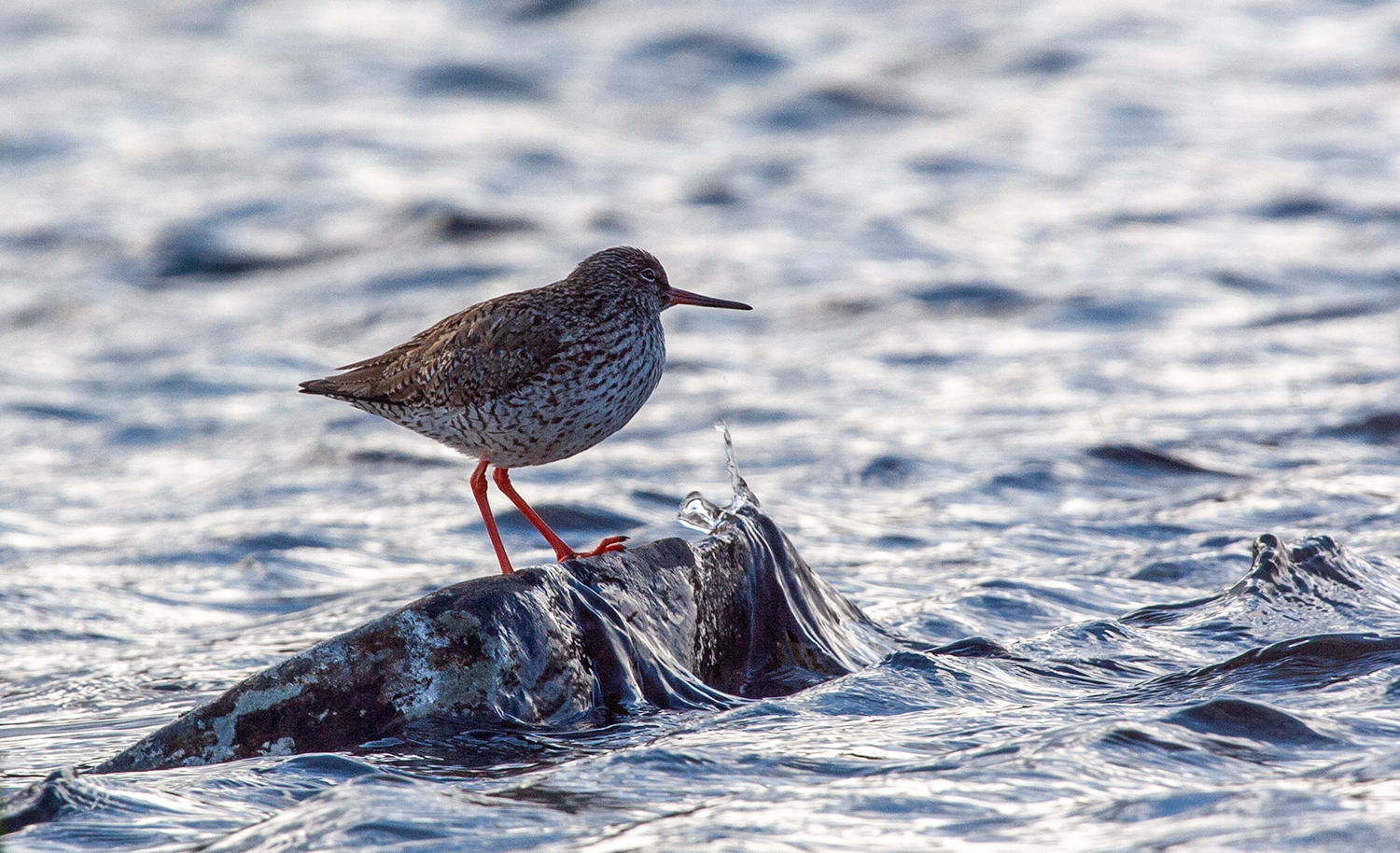
Rödbena.